# Kora (pleme)
Kora je maleno primitivno pleme nastanjeno u indijskoj državi Jharkhand, gdje ih živi oko 34,000. Žive od agrikulture, vješti su u drvorezbarstvu.